# Маневрирование (шахматы)
Маневри́рование — ряд манёвров одной или несколькими фигурами, носящий длительный характер. Манёвр — это несколько ходов одной фигурой с одной конкретной целью. Маневрирование проводится, например, с целью улучшения позиции, централизации фигур, захвата важных пунктов и т. д. Различают также выжидательное, вынужденное и оборонительное маневрирование. Особый вид маневрирования — лавирование.
Часто применяется в позициях закрытого типа для перегруппировки фигур. В условиях цейтнота иногда используется для выигрыша времени на обдумывание. Иногда маневрирование преследует психологическую цель — ослабить бдительность соперника перед переходом к конкретным действиям. Особенно важна роль маневрирования в окончаниях. Например, в пешечных окончаниях с блокированными пешками вся игра сводится к маневрированию королей в борьбе за ключевые поля.
Трудность маневрирования состоит в том, что не имея конкретных планов, соперники должны выбирать ходы, полезные в нескольких возможных направлениях дальнейшего развития игры.

## Пример
|   | a | b | c | d | e | f | g | h |   |
| - | --- | --- | --- | --- | --- | --- | --- | --- | - |
| 8 | a8 чёрная ладья · d8 чёрный ферзь · e8 чёрный король · h8 чёрная ладья · b7 чёрная пешка · f7 чёрная пешка · a6 чёрная пешка · d6 чёрная пешка · g6 чёрный конь · h6 белый слон · d5 белая пешка · e5 чёрный слон · c3 белая пешка · a2 белая пешка · b2 белая пешка · d2 белый ферзь · e2 белый слон · h2 белая пешка · a1 белая ладья · d1 белый король · g1 белая ладья | a8 чёрная ладья · d8 чёрный ферзь · e8 чёрный король · h8 чёрная ладья · b7 чёрная пешка · f7 чёрная пешка · a6 чёрная пешка · d6 чёрная пешка · g6 чёрный конь · h6 белый слон · d5 белая пешка · e5 чёрный слон · c3 белая пешка · a2 белая пешка · b2 белая пешка · d2 белый ферзь · e2 белый слон · h2 белая пешка · a1 белая ладья · d1 белый король · g1 белая ладья | a8 чёрная ладья · d8 чёрный ферзь · e8 чёрный король · h8 чёрная ладья · b7 чёрная пешка · f7 чёрная пешка · a6 чёрная пешка · d6 чёрная пешка · g6 чёрный конь · h6 белый слон · d5 белая пешка · e5 чёрный слон · c3 белая пешка · a2 белая пешка · b2 белая пешка · d2 белый ферзь · e2 белый слон · h2 белая пешка · a1 белая ладья · d1 белый король · g1 белая ладья | a8 чёрная ладья · d8 чёрный ферзь · e8 чёрный король · h8 чёрная ладья · b7 чёрная пешка · f7 чёрная пешка · a6 чёрная пешка · d6 чёрная пешка · g6 чёрный конь · h6 белый слон · d5 белая пешка · e5 чёрный слон · c3 белая пешка · a2 белая пешка · b2 белая пешка · d2 белый ферзь · e2 белый слон · h2 белая пешка · a1 белая ладья · d1 белый король · g1 белая ладья | a8 чёрная ладья · d8 чёрный ферзь · e8 чёрный король · h8 чёрная ладья · b7 чёрная пешка · f7 чёрная пешка · a6 чёрная пешка · d6 чёрная пешка · g6 чёрный конь · h6 белый слон · d5 белая пешка · e5 чёрный слон · c3 белая пешка · a2 белая пешка · b2 белая пешка · d2 белый ферзь · e2 белый слон · h2 белая пешка · a1 белая ладья · d1 белый король · g1 белая ладья | a8 чёрная ладья · d8 чёрный ферзь · e8 чёрный король · h8 чёрная ладья · b7 чёрная пешка · f7 чёрная пешка · a6 чёрная пешка · d6 чёрная пешка · g6 чёрный конь · h6 белый слон · d5 белая пешка · e5 чёрный слон · c3 белая пешка · a2 белая пешка · b2 белая пешка · d2 белый ферзь · e2 белый слон · h2 белая пешка · a1 белая ладья · d1 белый король · g1 белая ладья | a8 чёрная ладья · d8 чёрный ферзь · e8 чёрный король · h8 чёрная ладья · b7 чёрная пешка · f7 чёрная пешка · a6 чёрная пешка · d6 чёрная пешка · g6 чёрный конь · h6 белый слон · d5 белая пешка · e5 чёрный слон · c3 белая пешка · a2 белая пешка · b2 белая пешка · d2 белый ферзь · e2 белый слон · h2 белая пешка · a1 белая ладья · d1 белый король · g1 белая ладья | a8 чёрная ладья · d8 чёрный ферзь · e8 чёрный король · h8 чёрная ладья · b7 чёрная пешка · f7 чёрная пешка · a6 чёрная пешка · d6 чёрная пешка · g6 чёрный конь · h6 белый слон · d5 белая пешка · e5 чёрный слон · c3 белая пешка · a2 белая пешка · b2 белая пешка · d2 белый ферзь · e2 белый слон · h2 белая пешка · a1 белая ладья · d1 белый король · g1 белая ладья | 8 |
| 7 | a8 чёрная ладья · d8 чёрный ферзь · e8 чёрный король · h8 чёрная ладья · b7 чёрная пешка · f7 чёрная пешка · a6 чёрная пешка · d6 чёрная пешка · g6 чёрный конь · h6 белый слон · d5 белая пешка · e5 чёрный слон · c3 белая пешка · a2 белая пешка · b2 белая пешка · d2 белый ферзь · e2 белый слон · h2 белая пешка · a1 белая ладья · d1 белый король · g1 белая ладья | a8 чёрная ладья · d8 чёрный ферзь · e8 чёрный король · h8 чёрная ладья · b7 чёрная пешка · f7 чёрная пешка · a6 чёрная пешка · d6 чёрная пешка · g6 чёрный конь · h6 белый слон · d5 белая пешка · e5 чёрный слон · c3 белая пешка · a2 белая пешка · b2 белая пешка · d2 белый ферзь · e2 белый слон · h2 белая пешка · a1 белая ладья · d1 белый король · g1 белая ладья | a8 чёрная ладья · d8 чёрный ферзь · e8 чёрный король · h8 чёрная ладья · b7 чёрная пешка · f7 чёрная пешка · a6 чёрная пешка · d6 чёрная пешка · g6 чёрный конь · h6 белый слон · d5 белая пешка · e5 чёрный слон · c3 белая пешка · a2 белая пешка · b2 белая пешка · d2 белый ферзь · e2 белый слон · h2 белая пешка · a1 белая ладья · d1 белый король · g1 белая ладья | a8 чёрная ладья · d8 чёрный ферзь · e8 чёрный король · h8 чёрная ладья · b7 чёрная пешка · f7 чёрная пешка · a6 чёрная пешка · d6 чёрная пешка · g6 чёрный конь · h6 белый слон · d5 белая пешка · e5 чёрный слон · c3 белая пешка · a2 белая пешка · b2 белая пешка · d2 белый ферзь · e2 белый слон · h2 белая пешка · a1 белая ладья · d1 белый король · g1 белая ладья | a8 чёрная ладья · d8 чёрный ферзь · e8 чёрный король · h8 чёрная ладья · b7 чёрная пешка · f7 чёрная пешка · a6 чёрная пешка · d6 чёрная пешка · g6 чёрный конь · h6 белый слон · d5 белая пешка · e5 чёрный слон · c3 белая пешка · a2 белая пешка · b2 белая пешка · d2 белый ферзь · e2 белый слон · h2 белая пешка · a1 белая ладья · d1 белый король · g1 белая ладья | a8 чёрная ладья · d8 чёрный ферзь · e8 чёрный король · h8 чёрная ладья · b7 чёрная пешка · f7 чёрная пешка · a6 чёрная пешка · d6 чёрная пешка · g6 чёрный конь · h6 белый слон · d5 белая пешка · e5 чёрный слон · c3 белая пешка · a2 белая пешка · b2 белая пешка · d2 белый ферзь · e2 белый слон · h2 белая пешка · a1 белая ладья · d1 белый король · g1 белая ладья | a8 чёрная ладья · d8 чёрный ферзь · e8 чёрный король · h8 чёрная ладья · b7 чёрная пешка · f7 чёрная пешка · a6 чёрная пешка · d6 чёрная пешка · g6 чёрный конь · h6 белый слон · d5 белая пешка · e5 чёрный слон · c3 белая пешка · a2 белая пешка · b2 белая пешка · d2 белый ферзь · e2 белый слон · h2 белая пешка · a1 белая ладья · d1 белый король · g1 белая ладья | a8 чёрная ладья · d8 чёрный ферзь · e8 чёрный король · h8 чёрная ладья · b7 чёрная пешка · f7 чёрная пешка · a6 чёрная пешка · d6 чёрная пешка · g6 чёрный конь · h6 белый слон · d5 белая пешка · e5 чёрный слон · c3 белая пешка · a2 белая пешка · b2 белая пешка · d2 белый ферзь · e2 белый слон · h2 белая пешка · a1 белая ладья · d1 белый король · g1 белая ладья | 7 |
| 6 | a8 чёрная ладья · d8 чёрный ферзь · e8 чёрный король · h8 чёрная ладья · b7 чёрная пешка · f7 чёрная пешка · a6 чёрная пешка · d6 чёрная пешка · g6 чёрный конь · h6 белый слон · d5 белая пешка · e5 чёрный слон · c3 белая пешка · a2 белая пешка · b2 белая пешка · d2 белый ферзь · e2 белый слон · h2 белая пешка · a1 белая ладья · d1 белый король · g1 белая ладья | a8 чёрная ладья · d8 чёрный ферзь · e8 чёрный король · h8 чёрная ладья · b7 чёрная пешка · f7 чёрная пешка · a6 чёрная пешка · d6 чёрная пешка · g6 чёрный конь · h6 белый слон · d5 белая пешка · e5 чёрный слон · c3 белая пешка · a2 белая пешка · b2 белая пешка · d2 белый ферзь · e2 белый слон · h2 белая пешка · a1 белая ладья · d1 белый король · g1 белая ладья | a8 чёрная ладья · d8 чёрный ферзь · e8 чёрный король · h8 чёрная ладья · b7 чёрная пешка · f7 чёрная пешка · a6 чёрная пешка · d6 чёрная пешка · g6 чёрный конь · h6 белый слон · d5 белая пешка · e5 чёрный слон · c3 белая пешка · a2 белая пешка · b2 белая пешка · d2 белый ферзь · e2 белый слон · h2 белая пешка · a1 белая ладья · d1 белый король · g1 белая ладья | a8 чёрная ладья · d8 чёрный ферзь · e8 чёрный король · h8 чёрная ладья · b7 чёрная пешка · f7 чёрная пешка · a6 чёрная пешка · d6 чёрная пешка · g6 чёрный конь · h6 белый слон · d5 белая пешка · e5 чёрный слон · c3 белая пешка · a2 белая пешка · b2 белая пешка · d2 белый ферзь · e2 белый слон · h2 белая пешка · a1 белая ладья · d1 белый король · g1 белая ладья | a8 чёрная ладья · d8 чёрный ферзь · e8 чёрный король · h8 чёрная ладья · b7 чёрная пешка · f7 чёрная пешка · a6 чёрная пешка · d6 чёрная пешка · g6 чёрный конь · h6 белый слон · d5 белая пешка · e5 чёрный слон · c3 белая пешка · a2 белая пешка · b2 белая пешка · d2 белый ферзь · e2 белый слон · h2 белая пешка · a1 белая ладья · d1 белый король · g1 белая ладья | a8 чёрная ладья · d8 чёрный ферзь · e8 чёрный король · h8 чёрная ладья · b7 чёрная пешка · f7 чёрная пешка · a6 чёрная пешка · d6 чёрная пешка · g6 чёрный конь · h6 белый слон · d5 белая пешка · e5 чёрный слон · c3 белая пешка · a2 белая пешка · b2 белая пешка · d2 белый ферзь · e2 белый слон · h2 белая пешка · a1 белая ладья · d1 белый король · g1 белая ладья | a8 чёрная ладья · d8 чёрный ферзь · e8 чёрный король · h8 чёрная ладья · b7 чёрная пешка · f7 чёрная пешка · a6 чёрная пешка · d6 чёрная пешка · g6 чёрный конь · h6 белый слон · d5 белая пешка · e5 чёрный слон · c3 белая пешка · a2 белая пешка · b2 белая пешка · d2 белый ферзь · e2 белый слон · h2 белая пешка · a1 белая ладья · d1 белый король · g1 белая ладья | a8 чёрная ладья · d8 чёрный ферзь · e8 чёрный король · h8 чёрная ладья · b7 чёрная пешка · f7 чёрная пешка · a6 чёрная пешка · d6 чёрная пешка · g6 чёрный конь · h6 белый слон · d5 белая пешка · e5 чёрный слон · c3 белая пешка · a2 белая пешка · b2 белая пешка · d2 белый ферзь · e2 белый слон · h2 белая пешка · a1 белая ладья · d1 белый король · g1 белая ладья | 6 |
| 5 | a8 чёрная ладья · d8 чёрный ферзь · e8 чёрный король · h8 чёрная ладья · b7 чёрная пешка · f7 чёрная пешка · a6 чёрная пешка · d6 чёрная пешка · g6 чёрный конь · h6 белый слон · d5 белая пешка · e5 чёрный слон · c3 белая пешка · a2 белая пешка · b2 белая пешка · d2 белый ферзь · e2 белый слон · h2 белая пешка · a1 белая ладья · d1 белый король · g1 белая ладья | a8 чёрная ладья · d8 чёрный ферзь · e8 чёрный король · h8 чёрная ладья · b7 чёрная пешка · f7 чёрная пешка · a6 чёрная пешка · d6 чёрная пешка · g6 чёрный конь · h6 белый слон · d5 белая пешка · e5 чёрный слон · c3 белая пешка · a2 белая пешка · b2 белая пешка · d2 белый ферзь · e2 белый слон · h2 белая пешка · a1 белая ладья · d1 белый король · g1 белая ладья | a8 чёрная ладья · d8 чёрный ферзь · e8 чёрный король · h8 чёрная ладья · b7 чёрная пешка · f7 чёрная пешка · a6 чёрная пешка · d6 чёрная пешка · g6 чёрный конь · h6 белый слон · d5 белая пешка · e5 чёрный слон · c3 белая пешка · a2 белая пешка · b2 белая пешка · d2 белый ферзь · e2 белый слон · h2 белая пешка · a1 белая ладья · d1 белый король · g1 белая ладья | a8 чёрная ладья · d8 чёрный ферзь · e8 чёрный король · h8 чёрная ладья · b7 чёрная пешка · f7 чёрная пешка · a6 чёрная пешка · d6 чёрная пешка · g6 чёрный конь · h6 белый слон · d5 белая пешка · e5 чёрный слон · c3 белая пешка · a2 белая пешка · b2 белая пешка · d2 белый ферзь · e2 белый слон · h2 белая пешка · a1 белая ладья · d1 белый король · g1 белая ладья | a8 чёрная ладья · d8 чёрный ферзь · e8 чёрный король · h8 чёрная ладья · b7 чёрная пешка · f7 чёрная пешка · a6 чёрная пешка · d6 чёрная пешка · g6 чёрный конь · h6 белый слон · d5 белая пешка · e5 чёрный слон · c3 белая пешка · a2 белая пешка · b2 белая пешка · d2 белый ферзь · e2 белый слон · h2 белая пешка · a1 белая ладья · d1 белый король · g1 белая ладья | a8 чёрная ладья · d8 чёрный ферзь · e8 чёрный король · h8 чёрная ладья · b7 чёрная пешка · f7 чёрная пешка · a6 чёрная пешка · d6 чёрная пешка · g6 чёрный конь · h6 белый слон · d5 белая пешка · e5 чёрный слон · c3 белая пешка · a2 белая пешка · b2 белая пешка · d2 белый ферзь · e2 белый слон · h2 белая пешка · a1 белая ладья · d1 белый король · g1 белая ладья | a8 чёрная ладья · d8 чёрный ферзь · e8 чёрный король · h8 чёрная ладья · b7 чёрная пешка · f7 чёрная пешка · a6 чёрная пешка · d6 чёрная пешка · g6 чёрный конь · h6 белый слон · d5 белая пешка · e5 чёрный слон · c3 белая пешка · a2 белая пешка · b2 белая пешка · d2 белый ферзь · e2 белый слон · h2 белая пешка · a1 белая ладья · d1 белый король · g1 белая ладья | a8 чёрная ладья · d8 чёрный ферзь · e8 чёрный король · h8 чёрная ладья · b7 чёрная пешка · f7 чёрная пешка · a6 чёрная пешка · d6 чёрная пешка · g6 чёрный конь · h6 белый слон · d5 белая пешка · e5 чёрный слон · c3 белая пешка · a2 белая пешка · b2 белая пешка · d2 белый ферзь · e2 белый слон · h2 белая пешка · a1 белая ладья · d1 белый король · g1 белая ладья | 5 |
| 4 | a8 чёрная ладья · d8 чёрный ферзь · e8 чёрный король · h8 чёрная ладья · b7 чёрная пешка · f7 чёрная пешка · a6 чёрная пешка · d6 чёрная пешка · g6 чёрный конь · h6 белый слон · d5 белая пешка · e5 чёрный слон · c3 белая пешка · a2 белая пешка · b2 белая пешка · d2 белый ферзь · e2 белый слон · h2 белая пешка · a1 белая ладья · d1 белый король · g1 белая ладья | a8 чёрная ладья · d8 чёрный ферзь · e8 чёрный король · h8 чёрная ладья · b7 чёрная пешка · f7 чёрная пешка · a6 чёрная пешка · d6 чёрная пешка · g6 чёрный конь · h6 белый слон · d5 белая пешка · e5 чёрный слон · c3 белая пешка · a2 белая пешка · b2 белая пешка · d2 белый ферзь · e2 белый слон · h2 белая пешка · a1 белая ладья · d1 белый король · g1 белая ладья | a8 чёрная ладья · d8 чёрный ферзь · e8 чёрный король · h8 чёрная ладья · b7 чёрная пешка · f7 чёрная пешка · a6 чёрная пешка · d6 чёрная пешка · g6 чёрный конь · h6 белый слон · d5 белая пешка · e5 чёрный слон · c3 белая пешка · a2 белая пешка · b2 белая пешка · d2 белый ферзь · e2 белый слон · h2 белая пешка · a1 белая ладья · d1 белый король · g1 белая ладья | a8 чёрная ладья · d8 чёрный ферзь · e8 чёрный король · h8 чёрная ладья · b7 чёрная пешка · f7 чёрная пешка · a6 чёрная пешка · d6 чёрная пешка · g6 чёрный конь · h6 белый слон · d5 белая пешка · e5 чёрный слон · c3 белая пешка · a2 белая пешка · b2 белая пешка · d2 белый ферзь · e2 белый слон · h2 белая пешка · a1 белая ладья · d1 белый король · g1 белая ладья | a8 чёрная ладья · d8 чёрный ферзь · e8 чёрный король · h8 чёрная ладья · b7 чёрная пешка · f7 чёрная пешка · a6 чёрная пешка · d6 чёрная пешка · g6 чёрный конь · h6 белый слон · d5 белая пешка · e5 чёрный слон · c3 белая пешка · a2 белая пешка · b2 белая пешка · d2 белый ферзь · e2 белый слон · h2 белая пешка · a1 белая ладья · d1 белый король · g1 белая ладья | a8 чёрная ладья · d8 чёрный ферзь · e8 чёрный король · h8 чёрная ладья · b7 чёрная пешка · f7 чёрная пешка · a6 чёрная пешка · d6 чёрная пешка · g6 чёрный конь · h6 белый слон · d5 белая пешка · e5 чёрный слон · c3 белая пешка · a2 белая пешка · b2 белая пешка · d2 белый ферзь · e2 белый слон · h2 белая пешка · a1 белая ладья · d1 белый король · g1 белая ладья | a8 чёрная ладья · d8 чёрный ферзь · e8 чёрный король · h8 чёрная ладья · b7 чёрная пешка · f7 чёрная пешка · a6 чёрная пешка · d6 чёрная пешка · g6 чёрный конь · h6 белый слон · d5 белая пешка · e5 чёрный слон · c3 белая пешка · a2 белая пешка · b2 белая пешка · d2 белый ферзь · e2 белый слон · h2 белая пешка · a1 белая ладья · d1 белый король · g1 белая ладья | a8 чёрная ладья · d8 чёрный ферзь · e8 чёрный король · h8 чёрная ладья · b7 чёрная пешка · f7 чёрная пешка · a6 чёрная пешка · d6 чёрная пешка · g6 чёрный конь · h6 белый слон · d5 белая пешка · e5 чёрный слон · c3 белая пешка · a2 белая пешка · b2 белая пешка · d2 белый ферзь · e2 белый слон · h2 белая пешка · a1 белая ладья · d1 белый король · g1 белая ладья | 4 |
| 3 | a8 чёрная ладья · d8 чёрный ферзь · e8 чёрный король · h8 чёрная ладья · b7 чёрная пешка · f7 чёрная пешка · a6 чёрная пешка · d6 чёрная пешка · g6 чёрный конь · h6 белый слон · d5 белая пешка · e5 чёрный слон · c3 белая пешка · a2 белая пешка · b2 белая пешка · d2 белый ферзь · e2 белый слон · h2 белая пешка · a1 белая ладья · d1 белый король · g1 белая ладья | a8 чёрная ладья · d8 чёрный ферзь · e8 чёрный король · h8 чёрная ладья · b7 чёрная пешка · f7 чёрная пешка · a6 чёрная пешка · d6 чёрная пешка · g6 чёрный конь · h6 белый слон · d5 белая пешка · e5 чёрный слон · c3 белая пешка · a2 белая пешка · b2 белая пешка · d2 белый ферзь · e2 белый слон · h2 белая пешка · a1 белая ладья · d1 белый король · g1 белая ладья | a8 чёрная ладья · d8 чёрный ферзь · e8 чёрный король · h8 чёрная ладья · b7 чёрная пешка · f7 чёрная пешка · a6 чёрная пешка · d6 чёрная пешка · g6 чёрный конь · h6 белый слон · d5 белая пешка · e5 чёрный слон · c3 белая пешка · a2 белая пешка · b2 белая пешка · d2 белый ферзь · e2 белый слон · h2 белая пешка · a1 белая ладья · d1 белый король · g1 белая ладья | a8 чёрная ладья · d8 чёрный ферзь · e8 чёрный король · h8 чёрная ладья · b7 чёрная пешка · f7 чёрная пешка · a6 чёрная пешка · d6 чёрная пешка · g6 чёрный конь · h6 белый слон · d5 белая пешка · e5 чёрный слон · c3 белая пешка · a2 белая пешка · b2 белая пешка · d2 белый ферзь · e2 белый слон · h2 белая пешка · a1 белая ладья · d1 белый король · g1 белая ладья | a8 чёрная ладья · d8 чёрный ферзь · e8 чёрный король · h8 чёрная ладья · b7 чёрная пешка · f7 чёрная пешка · a6 чёрная пешка · d6 чёрная пешка · g6 чёрный конь · h6 белый слон · d5 белая пешка · e5 чёрный слон · c3 белая пешка · a2 белая пешка · b2 белая пешка · d2 белый ферзь · e2 белый слон · h2 белая пешка · a1 белая ладья · d1 белый король · g1 белая ладья | a8 чёрная ладья · d8 чёрный ферзь · e8 чёрный король · h8 чёрная ладья · b7 чёрная пешка · f7 чёрная пешка · a6 чёрная пешка · d6 чёрная пешка · g6 чёрный конь · h6 белый слон · d5 белая пешка · e5 чёрный слон · c3 белая пешка · a2 белая пешка · b2 белая пешка · d2 белый ферзь · e2 белый слон · h2 белая пешка · a1 белая ладья · d1 белый король · g1 белая ладья | a8 чёрная ладья · d8 чёрный ферзь · e8 чёрный король · h8 чёрная ладья · b7 чёрная пешка · f7 чёрная пешка · a6 чёрная пешка · d6 чёрная пешка · g6 чёрный конь · h6 белый слон · d5 белая пешка · e5 чёрный слон · c3 белая пешка · a2 белая пешка · b2 белая пешка · d2 белый ферзь · e2 белый слон · h2 белая пешка · a1 белая ладья · d1 белый король · g1 белая ладья | a8 чёрная ладья · d8 чёрный ферзь · e8 чёрный король · h8 чёрная ладья · b7 чёрная пешка · f7 чёрная пешка · a6 чёрная пешка · d6 чёрная пешка · g6 чёрный конь · h6 белый слон · d5 белая пешка · e5 чёрный слон · c3 белая пешка · a2 белая пешка · b2 белая пешка · d2 белый ферзь · e2 белый слон · h2 белая пешка · a1 белая ладья · d1 белый король · g1 белая ладья | 3 |
| 2 | a8 чёрная ладья · d8 чёрный ферзь · e8 чёрный король · h8 чёрная ладья · b7 чёрная пешка · f7 чёрная пешка · a6 чёрная пешка · d6 чёрная пешка · g6 чёрный конь · h6 белый слон · d5 белая пешка · e5 чёрный слон · c3 белая пешка · a2 белая пешка · b2 белая пешка · d2 белый ферзь · e2 белый слон · h2 белая пешка · a1 белая ладья · d1 белый король · g1 белая ладья | a8 чёрная ладья · d8 чёрный ферзь · e8 чёрный король · h8 чёрная ладья · b7 чёрная пешка · f7 чёрная пешка · a6 чёрная пешка · d6 чёрная пешка · g6 чёрный конь · h6 белый слон · d5 белая пешка · e5 чёрный слон · c3 белая пешка · a2 белая пешка · b2 белая пешка · d2 белый ферзь · e2 белый слон · h2 белая пешка · a1 белая ладья · d1 белый король · g1 белая ладья | a8 чёрная ладья · d8 чёрный ферзь · e8 чёрный король · h8 чёрная ладья · b7 чёрная пешка · f7 чёрная пешка · a6 чёрная пешка · d6 чёрная пешка · g6 чёрный конь · h6 белый слон · d5 белая пешка · e5 чёрный слон · c3 белая пешка · a2 белая пешка · b2 белая пешка · d2 белый ферзь · e2 белый слон · h2 белая пешка · a1 белая ладья · d1 белый король · g1 белая ладья | a8 чёрная ладья · d8 чёрный ферзь · e8 чёрный король · h8 чёрная ладья · b7 чёрная пешка · f7 чёрная пешка · a6 чёрная пешка · d6 чёрная пешка · g6 чёрный конь · h6 белый слон · d5 белая пешка · e5 чёрный слон · c3 белая пешка · a2 белая пешка · b2 белая пешка · d2 белый ферзь · e2 белый слон · h2 белая пешка · a1 белая ладья · d1 белый король · g1 белая ладья | a8 чёрная ладья · d8 чёрный ферзь · e8 чёрный король · h8 чёрная ладья · b7 чёрная пешка · f7 чёрная пешка · a6 чёрная пешка · d6 чёрная пешка · g6 чёрный конь · h6 белый слон · d5 белая пешка · e5 чёрный слон · c3 белая пешка · a2 белая пешка · b2 белая пешка · d2 белый ферзь · e2 белый слон · h2 белая пешка · a1 белая ладья · d1 белый король · g1 белая ладья | a8 чёрная ладья · d8 чёрный ферзь · e8 чёрный король · h8 чёрная ладья · b7 чёрная пешка · f7 чёрная пешка · a6 чёрная пешка · d6 чёрная пешка · g6 чёрный конь · h6 белый слон · d5 белая пешка · e5 чёрный слон · c3 белая пешка · a2 белая пешка · b2 белая пешка · d2 белый ферзь · e2 белый слон · h2 белая пешка · a1 белая ладья · d1 белый король · g1 белая ладья | a8 чёрная ладья · d8 чёрный ферзь · e8 чёрный король · h8 чёрная ладья · b7 чёрная пешка · f7 чёрная пешка · a6 чёрная пешка · d6 чёрная пешка · g6 чёрный конь · h6 белый слон · d5 белая пешка · e5 чёрный слон · c3 белая пешка · a2 белая пешка · b2 белая пешка · d2 белый ферзь · e2 белый слон · h2 белая пешка · a1 белая ладья · d1 белый король · g1 белая ладья | a8 чёрная ладья · d8 чёрный ферзь · e8 чёрный король · h8 чёрная ладья · b7 чёрная пешка · f7 чёрная пешка · a6 чёрная пешка · d6 чёрная пешка · g6 чёрный конь · h6 белый слон · d5 белая пешка · e5 чёрный слон · c3 белая пешка · a2 белая пешка · b2 белая пешка · d2 белый ферзь · e2 белый слон · h2 белая пешка · a1 белая ладья · d1 белый король · g1 белая ладья | 2 |
| 1 | a8 чёрная ладья · d8 чёрный ферзь · e8 чёрный король · h8 чёрная ладья · b7 чёрная пешка · f7 чёрная пешка · a6 чёрная пешка · d6 чёрная пешка · g6 чёрный конь · h6 белый слон · d5 белая пешка · e5 чёрный слон · c3 белая пешка · a2 белая пешка · b2 белая пешка · d2 белый ферзь · e2 белый слон · h2 белая пешка · a1 белая ладья · d1 белый король · g1 белая ладья | a8 чёрная ладья · d8 чёрный ферзь · e8 чёрный король · h8 чёрная ладья · b7 чёрная пешка · f7 чёрная пешка · a6 чёрная пешка · d6 чёрная пешка · g6 чёрный конь · h6 белый слон · d5 белая пешка · e5 чёрный слон · c3 белая пешка · a2 белая пешка · b2 белая пешка · d2 белый ферзь · e2 белый слон · h2 белая пешка · a1 белая ладья · d1 белый король · g1 белая ладья | a8 чёрная ладья · d8 чёрный ферзь · e8 чёрный король · h8 чёрная ладья · b7 чёрная пешка · f7 чёрная пешка · a6 чёрная пешка · d6 чёрная пешка · g6 чёрный конь · h6 белый слон · d5 белая пешка · e5 чёрный слон · c3 белая пешка · a2 белая пешка · b2 белая пешка · d2 белый ферзь · e2 белый слон · h2 белая пешка · a1 белая ладья · d1 белый король · g1 белая ладья | a8 чёрная ладья · d8 чёрный ферзь · e8 чёрный король · h8 чёрная ладья · b7 чёрная пешка · f7 чёрная пешка · a6 чёрная пешка · d6 чёрная пешка · g6 чёрный конь · h6 белый слон · d5 белая пешка · e5 чёрный слон · c3 белая пешка · a2 белая пешка · b2 белая пешка · d2 белый ферзь · e2 белый слон · h2 белая пешка · a1 белая ладья · d1 белый король · g1 белая ладья | a8 чёрная ладья · d8 чёрный ферзь · e8 чёрный король · h8 чёрная ладья · b7 чёрная пешка · f7 чёрная пешка · a6 чёрная пешка · d6 чёрная пешка · g6 чёрный конь · h6 белый слон · d5 белая пешка · e5 чёрный слон · c3 белая пешка · a2 белая пешка · b2 белая пешка · d2 белый ферзь · e2 белый слон · h2 белая пешка · a1 белая ладья · d1 белый король · g1 белая ладья | a8 чёрная ладья · d8 чёрный ферзь · e8 чёрный король · h8 чёрная ладья · b7 чёрная пешка · f7 чёрная пешка · a6 чёрная пешка · d6 чёрная пешка · g6 чёрный конь · h6 белый слон · d5 белая пешка · e5 чёрный слон · c3 белая пешка · a2 белая пешка · b2 белая пешка · d2 белый ферзь · e2 белый слон · h2 белая пешка · a1 белая ладья · d1 белый король · g1 белая ладья | a8 чёрная ладья · d8 чёрный ферзь · e8 чёрный король · h8 чёрная ладья · b7 чёрная пешка · f7 чёрная пешка · a6 чёрная пешка · d6 чёрная пешка · g6 чёрный конь · h6 белый слон · d5 белая пешка · e5 чёрный слон · c3 белая пешка · a2 белая пешка · b2 белая пешка · d2 белый ферзь · e2 белый слон · h2 белая пешка · a1 белая ладья · d1 белый король · g1 белая ладья | a8 чёрная ладья · d8 чёрный ферзь · e8 чёрный король · h8 чёрная ладья · b7 чёрная пешка · f7 чёрная пешка · a6 чёрная пешка · d6 чёрная пешка · g6 чёрный конь · h6 белый слон · d5 белая пешка · e5 чёрный слон · c3 белая пешка · a2 белая пешка · b2 белая пешка · d2 белый ферзь · e2 белый слон · h2 белая пешка · a1 белая ладья · d1 белый король · g1 белая ладья | 1 |
|   | a | b | c | d | e | f | g | h |   |

Пример маневрирования ладьей встречается в партии Анатолий Карпов — Властимил Горт, Москва, 1971. На первый взгляд позиция чёрных приятнее: лишняя пешка белых под ударом, их король потерял право на рокировку, грозит вторжение чёрного ферзя на h4. Однако путём гибких манёвров белые не только отражают угрозы чёрных, но и сами переходят в атаку.
22. Лg4! Фf6
23. h4 Фf5
23… К:h4? не проходит из-за 24. Сg7
24. Лb4!
Висит пешка b7 и нельзя делать рокировку 24… 0-0-0?, так как будет связан ферзь 25. Сg4.
24… Cf6
25. h5 Ke7
26. Лf4 Фe5
27. Лf3 K:d5
28. Лd3 Л:h6
29. Л:d5 Фe4,
30. Лd3!
За девять ходов белые сыграли семь раз ладьёй и два раза пешкой. В результате они получили выигранную позицию. Далее последовало:
30… Фh1+
31. Крc2 Ф:a1
32. Ф:h6 Ce5
33. Фg5
Черные просрочили время.

## Известные манёвры
- Искусственная рокировка — манёвр короля и соответствующей ладьи на поля, которые они заняли бы при рокировке, выполненной обычным способом.
- Манёвр Рети
- «Треугольник» — манёвр, позволяющий передать очередь хода сопернику с целью поставить его в положение цугцванга.